# Jean-Roland Malet
Jean-Roland Malet (auch: Mallet; * im 17. Jahrhundert; † 12. April 1736 in Paris) war ein französischer Finanzhistoriker und Mitglied der Académie française.

## Leben und Werk
Jean-Roland Malet war der Sohn eines Zimmermanns. Er machte Karriere in der Finanzverwaltung des Königs und stieg auf bis zum engsten Mitarbeiter des Finanzministers Nicolas Desmarets (1648–1721, Minister 1708–1715). 1713 schrieb er eine Ode auf den König und wurde mit Unterstützung von Desmarets 1714 in die Académie française (Sitz Nr. 40) gewählt. Er behielt seine Stelle auch unter den Nachfolgern Desmarets und schrieb 1720 eine Geschichte der französischen Staatsfinanzen seit Heinrich IV., die erst 1789 veröffentlicht wurde und die in neuester Zeit als einzigartiges historisches Dokument gewürdigt und für die Forschung mit modernen Methoden aufbereitet wurde.

## Werke (Auswahl)
- Comptes rendus de l’Administration des Finances du Royaume de France, pendant les 11 dernières années du Règne de Henri IV, le Règne de Louis XIII, et soixante-cinq années de celui de Louis XIV, ouvrage posthume de M. Mallet. London 1789. Buisson, Paris 1789.